# シベリア高気圧

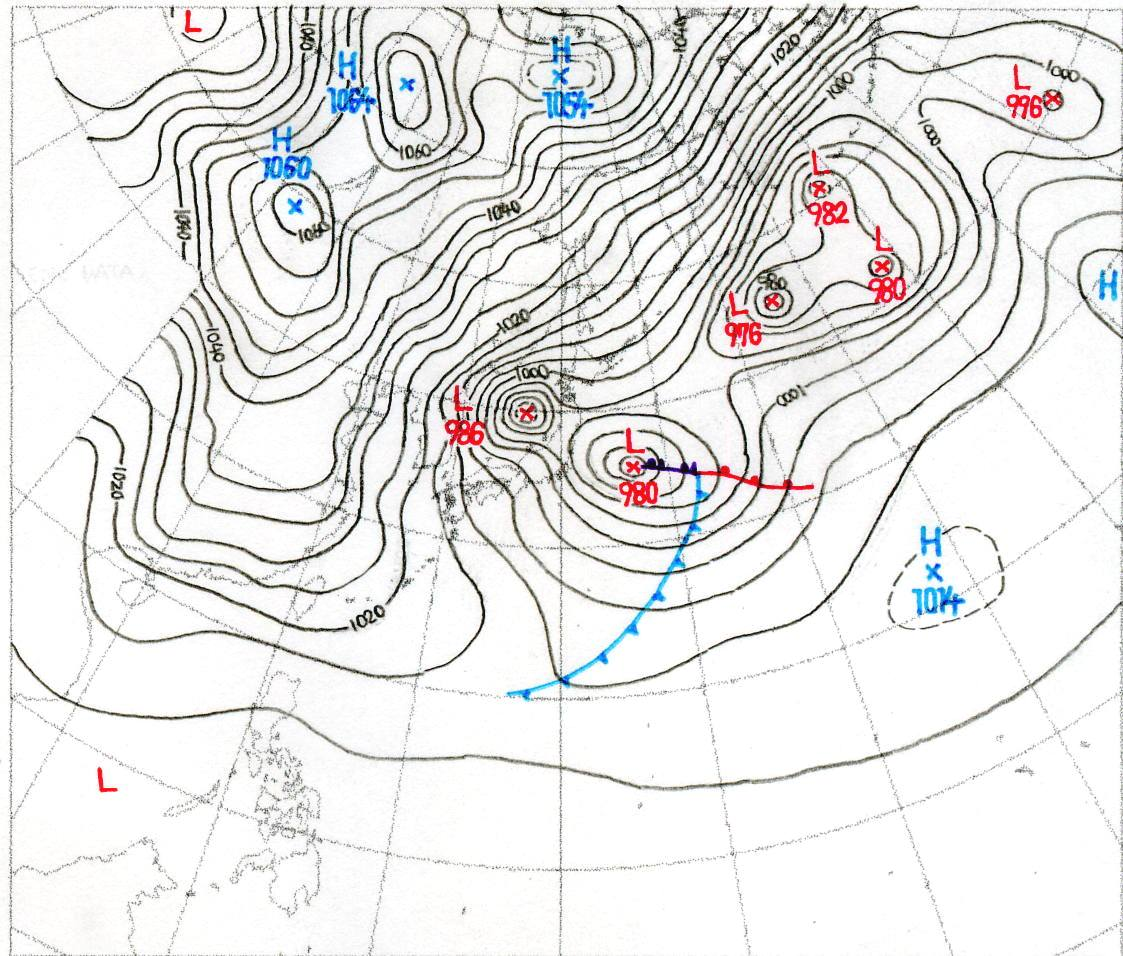
強いシベリア高気圧の例：2005年12月5日9時(JST)（平成18年豪雪）

シベリア高気圧（シベリアこうきあつ、英語: Siberian High）は、冬季のシベリアを中心としたユーラシア大陸の広い範囲の地表で発達する、下層が寒冷な背の低い高気圧のことである。この高気圧の強弱は、冬の東アジアの気候に大きな影響を与えている。
高度はせいぜい地上から1000～2000メートルの大気境界層の上限程度までで、それより上空は高気圧になってはいない。ユーラシア大陸北部のほぼ全域を覆い、東は日本付近、西端は東ヨーロッパにまで達するが、中心はモンゴルからバイカル湖付近にあることが多い。中心から気圧の峰が東に伸び、シベリア東部（オホーツク海北方）に及んで、時には第2の中心を形成することがある。
主な成因はシベリア内陸部が寒冷だからである。冬季は陸と比較して温暖な海から遠いこと、また海から遠いために水蒸気が少なく晴天になりやすく放射冷却が多いことが原因である。寒冷のため大気が冷却され密度が高く、すなわち重くなるため高気圧となる。さらにその発達にはブロッキングと呼ばれる偏西風の循環の変動による上層の高気圧（ブロッキング高気圧）の影響も指摘されている。コンピューターによる数値実験の結果によると、アジア大陸南部のヒマラヤ山脈が存在しなかった場合、シベリア高気圧は発達しないという。ヒマラヤ山脈の存在により、シベリア内陸部の冷気とインド洋の暖気の交流が妨げられていることがシベリア高気圧の発生と発達に重要であると言える。北アメリカ大陸にはヒマラヤのような東西に連なる山脈が無いので、冬の大高気圧が発達しない。
西高東低と呼ばれる典型的な冬型の気圧配置になると、シベリア高気圧とアリューシャン低気圧によって、摂氏-30度から-50度程度（500hPa付近）の寒気が日本列島付近まで吹き出され、日本海側の地域に大雪を降らせる要因となる。ユーラシア大陸全体から見ると、シベリア高気圧の中心は東に偏り、アリューシャン低気圧と近いため、日本付近は気圧傾度が非常に大きくなって、冬の間は寒気とともに季節風が強くなる。
シベリア高気圧は気圧が高いことが特徴で、気象庁発表のアジア地上解析天気図(ASAS)の掲載範囲では、冬季には1050-1070hPa程度まで発達するものもある。1968年12月31日にロシア、中央シベリア高原のアガタ（Agata/北緯67度・東経93度）で、1083.8hPa（海面気圧世界最高記録）を記録した。また1ヶ月間（1月）の平均気圧においても、シベリア高気圧の中心付近は1035-1040hPa程度にまで達する。平均気圧の値だけを見れば、北太平洋高気圧の1025-1030hPa程度（7月の月間平均）よりも高いが、気圧の高さだけで高気圧同士の優劣（好天域の広さなど）が決まるわけではないので注意を要する。
2020年12月29日モンゴルのTsetsen-Uulで1094.3hPa（海面更正気圧）という高い気圧が記録された。

## シベリア高気圧の構造
シベリア高気圧の東側にはアリューシャン低気圧が形成され、温帯低気圧が最盛期を迎えることが繰り返されて大きな低圧部となり、日本付近を含めた東アジア地域には大陸からの寒気団が次々に南下し、気温が下がる。
注意すべきは、シベリア高気圧は寒候期の大陸の気温低下を主因としてできるものであるが、寒気の中心と高気圧の中心は一致していない事で、地上気温の分布を見ると、低温の中心はモンゴルやバイカル湖付近ではなく、オホーツク海北方の東シベリアにある。これが、前述の東に伸びる気圧の峰や第2の中心に対応している。また、モンゴル付近の中心よりも西側では、地上気温はむしろ高い（相対的にであって、気温の値そのものは氷点下）。このことから、シベリア高気圧は一様な寒気の塊ではなく、東半分は強い寒気で構成されて東アジア方面に寒波をもたらし、逆に西半分は暖気塊となっていると言える。
2012年、日本の海洋研究開発機構は、バレンツ海の海氷が少ない年（特に2005年12月-2006年2月、2017年1月）は、バレンツ海付近の低気圧の進路が北寄りに偏り、結果的にシベリア高気圧が発達しやすくなる（日本が厳冬になりやすい）という知見を導いている。